# Fade (Kanye West)
Fade è un singolo del cantautore statunitense Kanye West, pubblicato il 20 giugno 2016 come secondo estratto dal settimo album in studio The Life of Pablo.

## Descrizione
Fade è un brano di musica house chiaramente ispirata a quella degli anni '80 e '90, con numerosi elementi funk. Il brano presenta svariati campionamenti, il basso e la melodia sono presi da Mysteries of Love dei Fingers Inc., i vari sample vocale sono presi da Deep Inside di Hardrive e I Get Lifted di Barbara Tucker, campionando anche due cover del brano (I Know) I'm Losing You dei The Temptations, di cui una dei Rare Earth e l'altra degli Undisputed Truth, prendendo anche parti del testo di Rock the Boat di Aaliyah.

## Video musicale
Il videoclip è stato pubblicato su Tidal il 28 agosto 2016 dopo essere stato presentato agli MTV Video Music Awards 2016, ed è stato infine pubblicato su VEVO il 6 settembre successivo.
Nel video si vede Teyana Taylor ballare seminuda in una palestra, immersa in un'atmosfera anni '80 che rimanda al film del 1983, Flashdance. Alla fine la scena dove balla si conclude mostrando la scena successiva con la Taylor sotto la doccia insieme a Iman Shumpert, e alla fine del video si vede la Taylor nuda trasformata in un gatto sopra Shumpert, circondati da delle pecore.

## Classifiche
| Classifica (2016)                    | Posizione massima |
| ------------------------------------ | ----------------- |
| Australia                            | 69                |
| Canada                               | 37                |
| Francia                              | 39                |
| Irlanda                              | 78                |
| Regno Unito                          | 50                |
| Stati Uniti                          | 47                |
| U.S. Billboard Hot R&B/Hip-Hop Songs | 12                |